# Fairfax County
Fairfax County eller the County of Fairfax, er et county (amt) i delstaten Virginia, USA. Med et befolkningstal på 1.150.309 ifølge USA's folketælling fra 2020, er området det mest folkerige amt i Virginia og den mest befolkningsrige jurisdiktion i Washington D.C.'s storbyregion. Amtets county seat (hovedsæde) ligger i Fairfax, men da selve byen ifølge Virginias love hører til gruppen af "independent cities", regnes Fairfax City som en selvstændig enklave adskilt fra Fairfax County.
Amtet er en del af Northern Virginia-regionen og udgør hovedsageligt en del af Washington, D.C.s forstadsområde iblandet enkelte landskabslommer med landdistrikter og tilhørende byer. Det grænser op til Montgomery County mod nord, Falls Church, Alexandria, Arlington County og Prince George's County (Maryland) mod øst, Charles County (Maryland) mod sydøst, Prince William County mod sydvest og Loudoun County mod nordvest.
Amtet huser den amerikanske efterretningschefs hovedkvarter i McLean samt hovedkvarteret for fire efterretningsbureauer: CIA der holder til i George Bush Center for Intelligence, Langley, bureauet National Geospatial-Intelligence Agency i Springfield, National Reconnaissance Office i Chantilly og National Counterterrorism Center i McLean.
I den akademiske verden er amtet hjemsted for campussen George Mason University i Fairfax, CIA University i Chantilly, Sherman Kent School for Intelligence Analysis i Reston og adskillige Northern Virginia Community College-campusser. I den private sektor har ti af de 500 Fortune-virksomheder hovedkontor i amtet (opgjort i 2023).

## Geografi
Fairfax County afgrænses mod nord og sydøst af Potomacfloden. På den ene side af floden mod nordøst ligger Washington, D.C. og mod nord Montgomery County, mens man på den anden side af floden finder Prince George's County og Charles County mod sydøst, begge beliggende i Maryland. Amtet er delvist afgrænset mod nord og øst af Arlington County og de uafhængige byer Alexandria og Falls Church. Mod vest er det afgrænset af Loudoun County, og mod syd af Prince William County.
Det meste af Fairfax County ligger i Piedmont-regionen, med bølgende bakker og dybe ådale, eksempelvis flodområdet Difficult Run med dens bifloder. Vest for Route 28, viger bakkerne for en flad, blød dal, der strækker sig vestpå mod Bull Run Mountains i Loudoun County. Højder i Fairfax County spænder fra nær havoverfladeniveau langs tidevandssektionerne af Potomacfloden i den sydøstlige del af amtet til mere end 150 meter høje bakker i Tysons-området.